# Norman Green
Pour les articles homonymes, voir Green.
Noman Green, né le 30 juillet 1954 au Massachusetts, est un écrivain américain, auteur de roman policier.

## Biographie
Né au Massachusetts, il grandit dans plusieurs petites villes de la Nouvelle-Angleterre où ses parents déménagent successivement.
En 1976, il vit à Brooklyn où il se marie.
Il exerce divers petits métiers, dont chauffeur de camion, journalier sur des chantiers de construction ou représentant de manufacture, avant de se lancer dans l'écriture en 2001 avec la publication du roman noir Dr Jack (Shooting Dr. Jack), immédiatement remarqué par la critique et nommé pour le prix Shamus du premier roman. Ce titre met en scène l'escroc alcoolique Stoney et ses acolytes, l'homme d'affaires "Fat Tommy" Rosselli et le jeune Tuco, un trio improbable qui revient en 2006 dans Dead Cat Bounce, où Stoney s'est inscrit aux rencontres des AA, mais découvre que sa propre fille est mêlée à un réseau de prostitution.
Norman Green est également l'auteur d'une série policière plus classique ayant toutefois comme héroïne la singulière Alessandra Martillo, surnommée "Al", assistante cynique, coriace et anti-macho de son patron Marty Stiles, un ancien policier du NYPD devenu détective privé.

## Œuvre

### Roman

#### SérieStoney
- Shooting Dr. Jack (2001) Publié en français sous le titre Dr Jack, traduit par Patrice Carrer, Paris, Gallimard, coll. « Série noire », 2005  (ISBN 2-07-030517-1)
- Dead Cat Bounce (2006)

#### SérieAlessandra "Al" Martillo
- The Last Gig (2009)
- Sick Like That (2010)

#### Autres romans
- The Angel of Montague Street (2003) Publié en français sous le titre L'Ange de Montague Street, traduit par Patrice Carrer, Paris, Gallimard, coll. « Série noire », 2007  (ISBN 978-2-07-077975-8)
- Way Past Legal (2004)